# Bastiglia
Bastiglia – miejscowość i gmina we Włoszech, w regionie Emilia-Romania, w prowincji Modena.
Według danych na rok 2004 gminę zamieszkiwało 3345 osób, 334,5 os./km².